# A galaxis őrzői – Ünnepi különkiadás
A galaxis őrzői – Ünnepi különkiadás (eredeti cím: The Guardians of the Galaxy Holiday Special) 2022-es amerikai szuperhősfilm, amit James Gunn rendezett és írt. Gyártója a Marvel Studios, forgalmazója a Disney Platform Distribution. A Marvel-moziuniverzum (MCU) második különkiadása. A főszerepben Chris Pratt, Dave Bautista, Karen Gillan, Pom Klementieff, Vin Diesel és Bradley Cooper látható.
A filmet az Amerikai Egyesült Államokban és Magyarországon 2022. november 25-én a Disney+ mutatta be. A különkiadás a Marvel-moziuniverzum 4. fázisának utolsó darabja.

## Cselekmény
A Galaxis Őrzői megvásárolják a Tudásteret a Gyűjtőtől, és a támadás után elkezdik újjáépíteni, és új tagként felveszik Cosmót. Karácsony közeledtével Kraglin Obfonteri elmeséli az Őrzőknek, hogyan tette Yondu Udonta tönkre Peter Quill karácsonyát gyerekkorában. Mantis beszél Drax-szal arról, hogy találjanak egy tökéletes ajándékot Quillnek, mivel az még mindig depressziós Gamora eltűnése miatt. Megemlíti Draxnak azt is, hogy ő Quill féltestvére, mivel mindkettőjük apja közös, Ego, de nem hajlandó elmondani Quillnek az igazságot, mert fél, hogy emlékeztetné őt apja szörnyű tetteire. Miután ötletelnek, megegyeznek, hogy elmennek a Földre, és elhozzák Quill gyerekkori hősét, Kevin Bacont.
Mantis és Drax a Földre repülnek, és Los Angelesben szállnak le, ahol megpróbálják megkeresni Bacont. Végül, miután képeket kapnak a rajongóktól és elmentek egy bárba, egy turistabolt tulajdonosától kapnak egy sztár térképet, és annak segítségével megtalálják Bacon otthonát Beverly Hillsben. Bacon, aki a családját várja haza, megrémül  Mantis és Drax megjelenésétől, és megpróbál elmenekülni. Rendőrök érkeznek a segítségükre, de Mantis az erejével transzba ejti őket és Bacont is. Amikor visszatérnek Tudástérbe, Mantis és Drax  megtudják, hogy Bacon színész, és nem igazi hős. Később az Őrzők karácsonyi ünnepséggel lepik meg Quillt, aki azonban kiborul, amikor megtudja, hogy Bacont akarata ellenére elrabolták, és követeli, hogy vigyék haza. Obfonteri azonban meggyőzi Bacont, hogy maradjon, azzal, hogy elmondja neki, hogyan inspirálta Quill hősiességét. Bacon beleegyezik, hogy maradjon és az Őrzőkkel ünnepelje a karácsonyt, mielőtt hazatérne. Később Quill és Mantis kibékülnek, amikor utóbbi felfedi az igazságot a családi kapcsolatukról, míg Quill elárulja a teljes történetet, amikor Udonta elfogadja Quill karácsonyi ajándékát, és odaadja neki a blastereit.
A stáblista utáni jelenetben Mordály és Cosmo segítenek feldíszíteni Groot karácsonyfát, de véletlenül leesik róla a fényfüzér.

## Szereplők
| Szerep               | Színész                   | Magyar hang                                     | Leírás                                                                                                 |
| -------------------- | ------------------------- | ----------------------------------------------- | --- |
| Peter Quill / Űrlord | Chris Pratt               | Miller Zoltán                                   | A galaxis őrzői félig ember, félig égi vezetője. Gyerekként elrabolták a Földről és Yondu nevelte fel. |
| Peter Quill / Űrlord | Luke Klein (gyerek, hang) | Vida Bálint                                     | A galaxis őrzői félig ember, félig égi vezetője. Gyerekként elrabolták a Földről és Yondu nevelte fel. |
| Drax, a pusztító     | Dave Bautista             | Ifj. Jászai László                              | A galaxis őrzői harcos tagja. A családját Ronan megölte Thanos megbízásából.                           |
| Nebula               | Karen Gillan              | Varga Gabriella                                 | A galaxis őrzői tagja. Thanos örökbefogadott lánya és Gamora testvére.                                 |
| Mantis               | Pom Klementieff           | Bogdányi Titanilla                              | A galaxis őrzői empatikus erővel rendelkező tagja.                                                     |
| Groot                | Vin Diesel (hang)         | Dézsy Szabó Gábor                               | A galaxis őrzői faszerű tagja. Mordály cinkosa.                                                        |
| Mordály              | Bradley Cooper (hang)     | Kálloy Molnár Péter                             | A galaxis őrzői tagja. Egy genetikailag módosított mosómedve.                                          |
| Kraglin Obfonteri    | Sean Gunn                 | Szatmári Attila Ágoston Péter (visszaemlékezés) | Yondu volt első tisztje.                                                                               |
| Bzermikitokolok      | Rhett Miller              | Kádár-Szabó Bence                               | Űrlénybanda a Tudástérben.                                                                             |
| Kortolbookalia       | Murry Hammond             | Nem beszél                                      | Űrlénybanda a Tudástérben.                                                                             |
| Sliyavastojoo        | Ken Bethea                | Nem beszél                                      | Űrlénybanda a Tudástérben.                                                                             |
| Phloko               | Philip Peeples            | Nem beszél                                      | Űrlénybanda a Tudástérben.                                                                             |
| Yondu Udonta         | Michael Rooker (hang)     | Scherer Péter                                   | A fosztogatók kékbőrű kalóza, aki Quill apa figurája és az Őrzők tagja.                                |
| önmaga               | Kevin Bacon               | Rékasi Károly                                   | Quill számára hős, ezért a többi Őrző üldözi.                                                          |
| Kozmó                | Maria Bakalova (hang)     | Kereki Anna                                     | Kozmikus kutya, akit a Szovjetunió küldött az űrbe.                                                    |
| önmaga               | Kyra Sedgwick (hang)      | Götz Anna                                       | Kevin Bacon felesége.                                                                                  |

### Magyar változat
- Magyar szöveg: Gáspár Bence
- Szakértő: Aradi Gergely
- Dalszöveg: Gáspár Bence, Nádasi Veronika
- Felvevő hangmérnök: Jacsó Bence
- Vágó: Simkóné Varga Erzsébet
- Gyártásvezető: Gelencsér Adrienne
- Szinkronrendező: Tabák Kata
- Zenei rendező: Bolba Tamás
- Produkciós vezető: Hagen Péter
- Művészeti vezető: Maciej Eyman
- Keverőstúdió: Shepperton International

A szinkront a Mafilm Audio Kft. készítette.

## A film készítése
2020 decemberében Kevin Feige, a Marvel Studios elnöke bejelentette A galaxis őrzői – Ünnepi különkiadás című új televíziós különkiadást, amelyben a Galaxis őrzői szerepelnek, és amelyet James Gunn, A galaxis őrzői filmek írója és rendezője fog írni és rendezni. 2020 decemberében Gunn azt mondta, hogy ez "az egyik kedvenc történetem", egy olyan "őrült és szórakoztató történet, amilyen csak lehet", amellyel kapcsolatban "az évek során végtelenül idegesítette Feige-et". Gunn hozzátette, hogy a különkiadás élőszereplős lesz és kánon a Marvel-moziuniverzum (MCU) számára, és megjegyezte, hogy gyerekkorában rajongott a Star Wars Holiday Special (1978) című filmért.

### Forgatás
A forgatása 2022 februárjában kezdődött meg a Atlantában. A forgatás 2022 áprilisában fejeződött be.